# (17935) Vinhoward
(17935) Vinhoward (1999 GX45) – planetoida z grupy pasa głównego asteroid okrążająca Słońce w ciągu 4,03 lat w średniej odległości 2,53 j.a. Odkryta 12 kwietnia 1999 roku.